# Still Doll
Singles de Kanon Wakeshima
Suna no Oshiro
Pistes de Shinshoku Dolce
Kagami Maboroshi
Still Doll est le premier single de la chanteuse Kanon Wakeshima. Sorti en 2008 au Japon, il marque le commencement de la carrière de la chanteuse. Il est utilisé comme ending de la saison 1 de Vampire Knight, un animé tiré du manga éponyme à succès croissant.
Le single restera 2 semaines dans le Top Oricon, atteignant la 33e place.